# Flagi powiatów w województwie dolnośląskim
Flagi powiatów w województwie dolnośląskim – lista symboli powiatowych w postaci flagi, obowiązujących w województwie dolnośląskim.

Flaga województwa dolnośląskiego

Zgodnie z definicją, flaga to płat tkaniny określonego kształtu, barwy i znaczenia, przymocowywany do drzewca lub masztu. Może on również zawierać herb lub godło danej jednostki administracyjnej. W Polsce jednostki terytorialne (rady gmin, miast i powiatów) mogą ustanawiać flagi zgodnie z „Ustawą z dnia 21 grudnia 1978 o odznakach i mundurach”. W pierwotnej wersji pozwalała ona jednostkom terytorialnym jedynie na ustanawianie herbów. Dopiero „Ustawa z dnia 29 grudnia 1998 o zmianie niektórych ustaw w związku z wdrożeniem reformy ustrojowej państwa” oficjalnie potwierdziła prawo województw, powiatów i gmin do ustanawiania tego symbolu jednostki terytorialnej. Z tej zmiany skorzystały powiaty, przywrócone w 1999.
W 2025 w województwie dolnośląskim swoją flagę miało 25 z 26 powiatów (jedynym nieposiadającym flagi był powiat górowski) oraz wszystkie 4 miasta na prawach powiatu. Symbol ten, w 2000, ustanowiło samo województwo (zmiana wzoru w 2009).

## Lista obowiązujących flag powiatowych

### Miasta na prawach powiatu
| Powiat              | Wzór | Opis |
| ------------------- | ---- | --- |
| Miasto Jelenia Góra |      | Flaga miasta to prostokątny płat tkaniny o proporcjach 5:8, podzielony na trzy równe poziome pasy: biały, żółty i czerwony. W jego prawym górnym rogu umieszczono herb miasta.                                                                                      |
| Miasto Legnica      |      | Obecna wersja flagi miasta została ustanowiona 14 września 1992. Jest to prostokątny płat tkaniny o proporcjach 5:8, podzielony na dwa równe poziome pasy: biały i niebieski.                                                                                       |
| Miasto Wałbrzych    |      | Flaga miasta to prostokątny płat tkaniny koloru zielonego, w którego centralnej części umieszczono herb miasta. |
| Miasto Wrocław      |      | Obecna wersja flagi miasta została ustanowiona w 1938, po wojnie potwierdzona 30 czerwca 1948. Jest to prostokątny płat tkaniny o proporcjach 5:8, podzielony na dwa równe poziome pasy: czerwony i żółty. W jego centralnej części może znajdować się herb miasta. |

### Powiaty
| Powiat                | Wzór | Opis |
| --------------------- | ---- | --- |
| Powiat bolesławiecki  |      | Flaga powiatu została ustanowiona uchwałą nr XXXVII/181/2002 z 26 września 2002. Jest to prostokątny płat tkaniny, podzielony na trzy równe pionowe pasy: żółty, czerwony i biały. W jego centralnej części może znajdować się herb powiatu. |
| Powiat dzierżoniowski |      | Flaga powiatu została ustanowiona uchwałą nr XXII/149/2000 z 29 sierpnia 2000. Jest to prostokątny płat tkaniny, podzielony na trzy poziome pasy: dwa żółte i błękitny. |
| Powiat głogowski      |      | Pierwsza wersja flagi powiatu została ustanowiona uchwałą nr XXVII/180/2000 z 26 października 2000, obecna została ustanowiona uchwałą nr XIX/169/08 17 czerwca 2008. Jest to prostokątny płat tkaniny o proporcjach 5:8, podzielony na trzy pionowe pasy: dwa czerwone i żółty w stosunku 3:10:3. W jego centralnej części umieszczono godło z herbu powiatu.                            |
| Powiat jaworski       |      | Flaga powiatu została ustanowiona 27 marca 2002. Jest to prostokątny płat tkaniny, podzielony na trzy pionowe pasy: biały, czerwony i żółty w stosunku 1:2:1. W jego centralnej części może znajdować się herb powiatu. |
| Powiat kamiennogórski |      | Flaga powiatu to prostokątny płat tkaniny o proporcjach 5:8, podzielony na trzy równe pionowe pasy: czerwony, czarny i niebieski. W jego centralnej części może znajdować się herb powiatu. |
| Powiat karkonoski     |      | Pierwsza wersja flagi powiatu została ustanowiona uchwałą nr XXVII/173/2001 z 19 stycznia 2001, obecna, autorstwa Aleksandra Bąka, została ustanowiona uchwałą nr LXIV/440/2023 z 29 listopada 2023. Jest to prostokątny płat tkaniny o proporcjach 5:8, podzielony na dwa pionowe pasy: biały i czerwony w stosunku 5:3. Z lewej strony płata umieszczono godło z herbu powiatu.         |
| Powiat kłodzki        |      | Flaga powiatu została ustanowiona uchwałą nr XIII/125/2000 z 26 kwietnia 2000. Jest to prostokątny płat tkaniny o proporcjach 5:8, podzielony na pięć ukośnych pasów: trzy czerwone i dwa złote. |
| Powiat legnicki       |      | Flaga powiatu została ustanowiona uchwałą nr XXVIII/147/2005 z 28 kwietnia 2005. Jest to prostokątny płat tkaniny o proporcjach 5:8 koloru błękitnego, w którego centralnej części umieszczono herb powiatu. |
| Powiat lubański       |      | Flaga powiatu została ustanowiona uchwałą nr XXII/161/2000 z 26 października 2000. Jest to prostokątny płat tkaniny o proporcjach 5:8, podzielony na sześć równych pionowych pasów: trzy czarne i trzy żółte. W lewym górnym rogu może zawierać herb powiatu. |
| Powiat lubiński       |      | Flaga powiatu została ustanowiona uchwałą nr XXIV/150/2004 z 27 maja 2004. Jest to prostokątny płat tkaniny o proporcjach 5:8, podzielony na trzy pionowe pasy: czarny, biały i czerwony. W jego centralnej części umieszczono godło z herbu powiatu. |
| Powiat lwówecki       |      | Flaga powiatu to prostokątny płat tkaniny, podzielony na dwa równe poziome pasy: złoty i czerwony. W jego centralnej części umieszczono herb powiatu. |
| Powiat milicki        |      | Flaga powiatu została ustanowiona uchwałą nr XXVII/215/2002 z 27 września 2002. Jest to prostokątny płat tkaniny, podzielony na trzy poziome pasy: złoty, błękitny i biały. Z jego lewej strony może znajdować się herb powiatu. |
| Powiat oleśnicki      |      | Flaga powiatu została ustanowiona uchwałą nr XIV/100/99 z 10 listopada 1999. Jest to prostokątny płat tkaniny o proporcjach 5:8, podzielony na trzy pionowe pasy: czarny, żółty i czerwony w stosunku 1:2:1. Może on zawierać herb powiatu. |
| Powiat oławski        |      | Flaga powiatu została ustanowiona uchwałą nr XXXIX/229/2005 z 26 października 2005. Jest to prostokątny płat tkaniny o proporcjach 5:8, podzielony na cztery części, nawiązujące do pól herbu powiatu. |
| Powiat polkowicki     |      | Flaga powiatu została ustanowiona uchwałą nr VII/46/03 z 16 czerwca 2003. Jest to prostokątny płat tkaniny o proporcjach 5:8, podzielony na trzy równe pionowe pasy: czerwony, złoty i błękitny. Między dwoma pierwszymi pasami może znajdować się herb powiatu. |
| Powiat strzeliński    |      | Flaga powiatu to prostokątny płat tkaniny, podzielony na trzy poziome pasy: złoty, czerwony i biały. W jego centralnej części umieszczono herb powiatu. |
| Powiat średzki        |      | Flaga powiatu, autorstwa Alfreda Znamierowskiego, została ustanowiona 30 sierpnia 1999. Jest to prostokątny płat tkaniny, podzielony na trzy pionowe pasy: czarny, żółty (barwy Dolnego Śląska) i zielony, nawiązujący do rolnictwa gminy. W centralnej części środkowego pola umieszczono pięć złotych bereł: cztery zakończone koniczyną i jedno koroną. Nawiązują one do gmin powiatu. |
| Powiat świdnicki      |      | Flaga powiatu została ustanowiona uchwałą nr XXII/266/2004 z 27 października 2004. Jest to prostokątny płat tkaniny, podzielony na cztery poziome pasy: czerwony, biały, żółty i czarny w stosunku 1:2:1. W jego centralnej części umieszczono herb powiatu. |
| Powiat trzebnicki     |      | Flaga powiatu została ustanowiona uchwałą nr XXVII/177/09 z 21 grudnia 2009. Jest to prostokątny płat tkaniny o proporcjach 5:8, podzielony na trzy poziome pasy: czarny, srebrny i złoty w stosunku 2:1:2. W jego centralnej części może znajdować się herb powiatu. |
| Powiat wałbrzyski     |      | Flaga powiatu została ustanowiona uchwałą nr XVI/8/2000 z 31 stycznia 2000. Jest to prostokątny płat tkaniny, podzielony na dwa równe pionowe pasy: złoty i zielony. W jego centralnej części umieszczono godło z herbu powiatu. |
| Powiat wołowski       |      | Flaga powiatu została ustanowiona uchwałą nr XI/82/99 z 5 października 1999. Jest to prostokątny płat tkaniny, podzielony na trzy pionowe pasy: żółty, czerwony i biały. Flaga urzędowa nie zawiera białego pasa, natomiast między dwoma pozostałymi ma umieszczony herb powiatu. |
| Powiat wrocławski     |      | Flaga powiatu została ustanowiona uchwałą nr VI/36/99 z 8 czerwca 1999. Jest to prostokątny płat tkaniny o proporcjach 5:8, podzielony na trzy równe poziome pasy: srebrny, czarny i złoty. W jego centralnej części może znajdować się herb powiatu (wtedy pasy występują w stosunku 1:3:1).                                                                                             |
| Powiat ząbkowicki     |      | Flaga powiatu to prostokątny płat tkaniny o proporcjach 5:8, podzielony na trzy równe poziome pasy: czerwony, biały i żółty. |
| Powiat zgorzelecki    |      | Flaga powiatu została ustanowiona uchwałą nr XXVII/183/2000 z 28 czerwca 2000. Jest to prostokątny płat tkaniny o proporcjach 5:8, podzielony na pięć równych pionowych pasów: trzy błękitne i dwa złote. W lewym górnym rogu może znajdować się herb powiatu. |
| Powiat złotoryjski    |      | Flaga powiatu została ustanowiona uchwałą nr XIV/68/2003 z 26 września 2003. Jest to prostokątny płat tkaniny, podzielony na dwie równe pionowe części. Po lewej stronie na żółtym tle umieszczono czarnego orła z białą przepaską (orzeł śląski) a po prawej na biało-czerwonej szachownicy czarne symbole górnicze.                                                                     |